# Paratettix
Paratettix is een geslacht van rechtvleugeligen uit de familie doornsprinkhanen (Tetrigidae). De wetenschappelijke naam van dit geslacht is voor het eerst geldig gepubliceerd in 1887 door Bolívar.

## Soorten
Het geslacht Paratettix omvat de volgende soorten:
- Paratettix africanus Bolívar, 1908
- Paratettix albescens Walker, 1871
- Paratettix amplus Sjöstedt, 1921
- Paratettix antennatus Hebard, 1923
- Paratettix argillaceus Erichson, 1842
- Paratettix asbenensis Chopard, 1950
- Paratettix australis Walker, 1871
- Paratettix austronanus Otte, 1997
- Paratettix aztecus Saussure, 1861
- Paratettix brevipennis Hancock, 1902
- Paratettix bruneri Hancock, 1906
- Paratettix chagosensis Bolívar, 1912
- Paratettix chopardi Günther, 1979
- Paratettix cingalensis Walker, 1871
- Paratettix crassus Sjöstedt, 1936
- Paratettix cucullatus Burmeister, 1838
- Paratettix curtipennis Hancock, 1912
- Paratettix difficilis Günther, 1936
- Paratettix feejeeanus Bruner, 1916
- Paratettix femoralis Bolívar, 1887
- Paratettix femoratus Bolívar, 1887
- Paratettix freygessnerii Bolívar, 1887
- Paratettix gentilis Günther, 1936
- Paratettix gibbosulus Günther, 1979
- Paratettix gilloni Günther, 1979
- Paratettix gracilis Bruner, 1906
- Paratettix hachijoensis Shiraki, 1905-1906
- Paratettix hancockus Shishodia & Varshney, 1987
- Paratettix heteropus Bolívar, 1896
- Paratettix hirsutus Brunner von Wattenwyl, 1893
- Paratettix infelix Günther, 1938
- Paratettix jhapanus Ingrisch, 2001
- Paratettix lamellitettigodes Günther, 1979
- Paratettix latipennis Hancock, 1915
- Paratettix lippensi Günther, 1979
- Paratettix macrostenus Günther, 1979
- Paratettix marshallii Hancock, 1909
- Paratettix meridionalis Rambur, 1838
- Paratettix mexicanus Saussure, 1861
- Paratettix nigrescens Sjöstedt, 1921
- Paratettix obesus Bolívar, 1887
- Paratettix obliteratus Bey-Bienko, 1951
- Paratettix obtusopulvillus Günther, 1979
- Paratettix overlaeti Günther, 1979
- Paratettix pallipes Walker, 1871
- Paratettix pictus Hancock, 1910
- Paratettix proximus Hancock, 1907
- Paratettix pullus Bolívar, 1887
- Paratettix rotundatus Hancock, 1915
- Paratettix rugosus Scudder, 1862
- Paratettix ruwenzoricus Rehn, 1914
- Paratettix scaber Thunberg, 1815
- Paratettix scapularis Beauvois, 1805
- Paratettix schochi Bolívar, 1887
- Paratettix shelfordi Hancock, 1909
- Paratettix simoni Bruner, 1900
- Paratettix singularis Shiraki, 1905-1906
- Paratettix sinuatus Morse, 1900
- Paratettix spathulatus Stål, 1861
- Paratettix striata Beauvois, 1805
- Paratettix subiosum Bolívar, 1887
- Paratettix subpustulata Walker, 1871
- Paratettix timidus Günther, 1938
- Paratettix toltecus Saussure, 1861
- Paratettix tuberculata Zheng & Jiang, 1997
- Paratettix tumidus Günther, 1938
- Paratettix uvarovi Semenov, 1915
- Paratettix vexator Günther, 1938
- Paratettix villiersi Günther, 1979
- Paratettix zonata Walker, 1871